# Filipe Vilaça Oliveira
Filipe Vilaça Oliveira (Braga, Portugal, 27 de mayo de 1984) es un futbolista portugués. Juega de mediocampista y es agente libre.

## Biografía
Su hermano menor Tiago Oliveira también es futbolista.

## Clubes
| Club                       | País       | Año         | PJ  | Goles |
| -------------------------- | ---------- | ----------- | --- | ----- |
| Chelsea                    | Inglaterra | 2002 - 2004 | 8   | 0     |
| Preston North End (cedido) | Inglaterra | 2004 - 2005 | 5   | 0     |
| C. S. Marítimo             | Portugal   | 2005 - 2007 | 50  | 1     |
| Leixões                    | Portugal   | 2007 - 2008 | 26  | 0     |
| Sporting Braga             | Portugal   | 2008 - 2010 | 27  | 1     |
| Parma                      | Italia     | 2010        | 1   | 0     |
| Torino (cedido)            | Italia     | 2010 - 2011 | 4   | 0     |
| Videoton F. C.             | Hungría    | 2011 - 2016 | 158 | 21    |
| Anorthosis Famagusta       | Chipre     | 2017        | 17  | 4     |
| Sepsi Sfântu Gheorghe      | Rumania    | 2018        | 16  | 0     |